# Изгубени в превода
„Изгубени в превода“ (на английски: Lost in Translation) е американски комедийна драма от 2003 г. със сценарист и режисьор София Копола. Филмът разглежда проблемите за странните обстоятелства, които могат да съпътстват зараждането на едно приятелство, за себенамирането и неподправената духовна взаимност.

## Сюжет
Внимание:  Текстът по-долу разкрива сюжета на произведението (или части от него)!
Американският актьор Боб Харис пристига в Токио късно през нощта. Някога известен актьор, участвал в много филми, а сега кариерата му е в упадък. Той е в Япония, за да рекламира марката уиски Suntory. Работата е добре платена, но Харис има чувството, че се занимава с недостоен бизнес, вместо да играе в „истински“ филм. Освен това бракът на Харис е в криза, тъй като съпругата му, раздразнена от постоянната раздяла с него, става все по-безразлична към Харис. Шарлот, млада възпитаничка на Йейл, дошла в Токио със съпруга си фотограф Джон, живее в същия хотел като Харис. Шарлот почти не вижда съпруга си и не общува с него, тъй като той прекарва по-голямата част от времето си на работа. Това е много депресиращо за младото момиче, което е само̀ в гигантски метрополис, пълен с хора с чужда реч и култура.
Поради часовата разлики Харис не може да спи добре и затова през нощта отива в бара на хотела, където вижда Шарлот да седи със съпруга си и неговите приятели. Харис и момичето се усмихват един на друг и между тях се заражда неизказана симпатия. Следващите вечери Боб и Шарлот се срещат в бара на една и съща маса. По време на една от срещите Шарлот кани Харис да се присъедини към нея на парти с нейни приятели, където танцуват, пеят караоке и се забавляват. Срещата на Боб и Шарлот променя живота им драматично. Те често прекарват време заедно, случват им се различни забавни приключения и са много доволни от тази връзка. Между Харис и Шарлот обаче непрекъснато възниква неудобство, както между хора, които имат нещо повече от приятелски чувства, но не смеят да го кажат на глас.
Настъпва денят на заминаването на Харис от Токио. Той се сбогува с Шарлот, но вече в таксито на половината път до летището, Боб изведнъж осъзнава, че не ѝ е казал всичко, което е искал. Докато кара покрай огромна тълпа, Харис случайно забелязва Шарлот и моли шофьора на таксито да спре. Харис настига момичето, прегръща я и ѝ прошепва нещо в ухото. Вече между героите няма нищо неизказано.

## Актьорски състав
| Актьор           | Роля                                                                                     |
| ---------------- | ---------------------------------------------------------------------------------------- |
| Бил Мъри         | Боб Харис – популярен филмов актьор в миналото, който е принуден да преживява от реклами |
| Скарлет Йохансон | Шарлот – момиче, завършило колеж, което търси себе си                                    |
| Джовани Рибизи   | Джон – съпругът на Шарлот и знаменит фотограф                                            |
| Ана Фарис        | Кели – холивудска актриса и позната на Джон                                              |
| Фумихиро Хаяши   | „Чарли Браун“ – приятелят на Шарлот                                                      |
| Катрин Ламбърт   | червенокоса джаз певица в бар                                                            |

## Снимачен процес
- Основните снимки започват на 29 септември 2002 г. и продължават 27 дни. Със строг график и строг бюджет от 4 милиона щатски долара, снимките се провеждат шест дни в седмицата. Много от местата за заснемане са активни бизнес и обществени места, включително бар New York в Park Hyatt Tokyo и Shibuya Diagonal Crossing. В хотела снимането е разрешено само след два през нощта, за да не се пречи на гостите. Копола не получава разрешение да снима в метрото и по улиците и затова няколко пъти снимачният екип има проблеми с полицията. За статисти често се използват случайни минувачи.
- По време на снимките Скарлет Йохансон е само на 17 години, въпреки че героинята ѝ наскоро е завършила колеж (тоест момичето трябва да е на 22-23 години). Копола предлага на Йохансон ролята без прослушване и тя веднага приема.
- В интервю София Копола казва, че е написала главната роля специално за Бил Мъри и ако той бе отказал, тя нямаше да направи този филм.
- Когато Шарлот е в метрото, тя гледа мъж, който чете комикса „Дух в броня“. През 2017 г. Скарлет Йохансон участва във филмовата адаптация на този комикс.
- Suntory е една от първите източноазиатски компании, които специално използват американски знаменитости, за да рекламират своите продукти. Един от най-известните е Сами Дейвис младши, който участва в поредица от реклами на Suntory в началото на 70-те години на 20. век. В края на 70-те години великият японски режисьор Акира Куросава заснема поредица от реклами с участието на американски знаменитости на снимачната площадка на своя филм „Кагемуша“. В една от тях участва Франсис Форд Копола, който по-късно вдъхновява дъщеря си София Копола да напише сюжета на своя филм.
- По време на филма Боб и Шарлот никога не се представят един на друг.
- Саундтракът на филма е издаден от Emperor Norton Records на 9 септември 2003 г. Съдържа 15 парчета, предимно от жанровете шугейз и дрийм поп, инди и алтърнатив рок. Саундтракът е композиран от Brian Reitzell и включва песни от изпълнители и групи, като Death in Vegas, Phoenix, Squarepusher, Sébastien Tellier и Happy End.
- За нощно заснемане е използван 35-милиметров филм Kodak Vision 500T 5263, а за дневно - Kodak Vision 320T 5277. По-голямата част от филма е заснет с Aaton 35-III с Moviecam Compact, използван на закрито.
- Първият кадър от филма, продължаващ цели 36 секунди, е дупето на Шарлот, легнало на леглото в прозрачни розови бикини. София Копола създава този кадър въз основа на фотореалистични картини на Джон Касър. Той е известен фотореалист, който се занимава със снимане на жени по бельо. Между другото в хотелската стая на Шарлот има репродукция на картината „Jutta“, която е нарисувана от Касър през 1973 г.
- По време на рекламна фотосесия за уискито Suntory, Харис е помолен да „покаже Роджър Мур“, въпреки че самият Харис се опитва да докаже, че е по-добре да покаже Шон Конъри (и двамата актьор са известни с ролите си на Джеймс Бонд). В действителност Шон Конъри участва в рекламата на Suntory.
- Катрин Ламбърт, която играе червенокосата певица в бара, не е професионална актриса. София Копола случайно вижда нейно изпълнение в Токио през 2001 г. Когато снимките започват, по молба на Копола, продуцентът Рос Кац потърси Катрин в Южна Австралия и я кани да участва във филма.
- За първи път Боб и Шарлот започват да общуват едва на 32-ата минута от филма.
- Пластмасовите цветя и листа, които Шарлот събира, за да ги окачи в стаята си, обикновено се използват като декорации в магазините в Токио. Фактът, че са розови, означава, че пролетта е настъпила.
- Джон, съпругът на Шарлот, злоупотребява с фразата „муши-муши“. Това се използва като поздрав в Япония, но само когато се говори по телефон, а не когато събеседниците са лице в лице.
- В една сцена от филма Боб тича по оживена улица в Токио, докато минава ван, пълен с жени в униформи, развяващи знамена и банери. Това е форма на политическа реклама, използвана от кандидати за някакъв вид изборна длъжност. Самият кандидат в този момент тича до микробуса.
- Храмът в Киото, където за първи път идва Шарлот е Нандзен-дзи. Следващият храм, който главният герой посещава, е Хейан-дзингу.
- Гласът на съпругата на Боб е гласът на Нанси Щайнер, дизайнерът на костюмите във филма.
- Мелодията на мобилния телефон на Боб е „Фантазия-импромптю“ в до диез минор, Op. posth. 66 на Фредерик Шопен.
- Ястието, от което Боб Харис се оплаква в ресторанта, се нарича „Шабу-Шабу“. Това е много тънко нарязано сурово месо, заедно с различни зеленчуци, което трябва да се потопи във врящ бульон и едва тогава да се яде.
- Белите салфетки в лимузина са широко използвани в Япония. Повечето таксита и лимузини ги монтират, за да предпазят повърхностите на кожените седалки от обезцветяване и износване.
- Уискито, популяризирано от Боб Харис, е Suntory Hibiki – 17-годишно уиски, което е спечелило множество награди, включително за „Най-добро смесено уиски в света“. Hibiki означава „резонанс“ на японски.
- В някои страни заглавието на филма е преведено по много особен начин. Например в Италия заглавието на филма „L'Amore Tradotto“ е „Любов в превод“; в Португалия „O Amor É um Lugar Estranho“ – „Любовта е странно място“; в Полша „Między słowami“ – „Между думите“. В други страни преводът е направен с „географска препратка“ – „Изгубени в Токио“: в испаноговорещата Южна Америка звучи като „Perdidos en Tokio“; в Китай – „Mi Shi Dong Jing“, в Израел – „Avudim be-Tokio“.
- Певецът „Чарли Браун“, който пее в караокето „God Save the Queen“ на Sex Pistols, е Фумихиро Хаяши, дългогодишният приятел на София Копола и екскурзовод в Япония.
- Шрифтът за надписите на филма е „Futura“.
- Колата, с която Боб Харис се движи из Токио, е Toyota Century, лимитирана серия луксозна лимузина, използвана обикновено от кралски особи, правителствени лидери и много богати бизнесмени.
- Целувката между Бил Мъри и Скарлет Йохансон в края на филма не е в сценария, тя е импровизирана от актьорите.
- Джон, съпругът на Шарлот, казва, че е трябвало да „слезе“, за да говори с Кели в бара. Всъщност барът „Ню Йорк“ в Park Hyatt Tokyo се намира на 52-рия етаж, тоест по-високо от всички стаи, така че Джон трябва да се „качи“.
- Във финалната сцена на филма, където Боб и Шарлот се сбогуват един с друг, София Копола не харесва диалога, който е написала в сценария, и затова Мъри прошепва в ухото на Йохансон. Казаното от Мъри е неразбираемо и Копола обмисля да дублира звука в сцената, но в крайна сметка се отказва, решавайки да запази тайната между героите на филма. Години наред никой освен Бил Мъри, Скарлет Йохансон и София Копола не знае какво прошепва Боб на Шарлот в последната сцена, но на 28 октомври 2009 г. се появява видео в YouTube, съдържащо леко подобрено аудио на тази част от филма със субтитри. Смята се, че Боб е прошепнал на Шарлот „Когато Джон е готов за следващата си командировка, отиди при него и му кажи истината, става ли?“.
- В чакалнята на болницата възрастен мъж пита Харис на японски: „Колко години бяхте в Япония?“. Тъй като сцената е доста импровизирана, двете жени, които седят зад Харис и стареца, се опитват да потиснат смеха си по време на снимките, за да не развалят сцената.
- София Копола печели „Оскар за най-добър оригинален сценарий“, като филмът е номиниран също за най-добър филм и най-добра мъжка роля. Мъри и Йохансон получават наградите на БАФТА за главна мъжка и женска роля.